# +-=
+−= (Плюс Минус Равно) — третій студійний альбом українського рок-гурту Bahroma, випущений 13 квітня 2016 року.

## Список композицій
| #     | Назва                         | Тривалість |
| ----- | ----------------------------- | ---------- |
| 1.    | «Мальвина»                    | 3:32       |
| 2.    | «Маме»                        | 2:44       |
| 3.    | «Друг»                        | 5:32       |
| 4.    | «Тихо»                        | 4:11       |
| 5.    | «Лето, осень, зима, весна»    | 4:07       |
| 6.    | «#BOY»                        | 2:58       |
| 7.    | «Секс, наркотики, рок-н-ролл» | 3:10       |
| 26:14 |                               |            |

## Музиканти
- Роман Бахарєв - вокал;
- Дмитро Крузов - гітара;
- Олександр Барінов - ударні;
- Юрій Нацвлішвілі - бас-гітара, бек-вокал[1];

## Запис
Робота над альбомом тривала понад рік. За словами лідера гурту Романа Бахарєва, альбом багато в чому експериментальний: «це і загравання з електронікою, і звична всім слухачам гітарна музика, і лірика, і навіть трохи агресії». Дві пісні на альбомі були записані у дуеті з іншими виконавцями: так, пісня «#BOY» виконана спільно з Ярмаком, а пісня «Секс, наркотики, рок-н-ролл» - з лідером гурту O.Torvald Євгеном Галичем.

## Кліпи
- Тихо (21 вересня 2016)